# Пожарная мотопомпа
Пожарная мотопомпа — устройство, предназначенное для подачи воды через напорную магистраль к очагу пожара. Состоит из смонтированных на одной раме центробежного насоса и двигателя внутреннего сгорания. Отличается от мотопомпы общего назначения мощным напором.

## История
История мотопомп берёт начало в Германии. На отечественном рынке переносные пожарные мотопомпы впервые были произведены на ленинградском заводе «Прометей». В СССР до войны выпускались мотопомпы сельского и промышленного типов. В послевоенный период выпуску новых пожарных мотопомп стало уделяться большее внимание. В конце 60-х годов был освоен выпуск переносных мотопомп производительностью 800 л/мин и прицепных мотопомп производительностью 1400 л/мин.
Бензомоторные трубы (старое название мотопомп) появились в начале XX века, и их моделей сразу разработали довольно много. Среди них были, как лёгкие, так и средние с тяжёлыми. Предназначались они для тушения пожаров. Для транспортировки лёгкой мотопомпы нужны были двое пожарников. Средняя доставлялась на место пожара при помощи повозки или авто. А вот к самому уже месту тушения её транспортировали пожарники вручную. А вот тяжёлые отличались только тем, что даже к пожару её доставляла повозка или автомобиль.
Впервые для сельской местности переносные пожарные мотопомпы начал производить ленинградский завод «Прометей». Масса такой мотопомпы составляла 145 килограмм. Конструкция включала носилки. Но также её можно было транспортировать автотранспортом. По конструкции она была почти идентична лучшим на то время западным моделям.
После войны разработке и созданию новых мотопомп для пожарных было направлено больше сил. Так сразу создали мотопомпу переносного типа М-600 совместно с М-1200 прицепного типа. Была модификация с названием ММ-1200. А уже к концу 1960-х начали выпускать М-800 переносного типа. Производительность этой мотопомпы составляла 800 литров в минуту. Также в это время занялись выпуском мотопомпы МП-1400 прицепного типа. Её производительность была равна 1400 литрам в минуту. Максимальная производительность в размере 1600 литров в минуту была у модели МП-1600 на базе двигателя ЗМЗ-24-01, которая поступила на конвейер в 1970 году.
Помимо стандартных мотопомп для тушения пожаров на суше также началось производство оборудования для морского назначения. Инженерам Ливенского завода противопожарного оборудования ещё в самом начале 1970-х удалось создать мотопомпу МП-800 переносного типа. Её характеристики существенно превосходили М-600, так как были внедрены агрегаты уже из более легких сплавов, да и компоновка была значительно лучше. У новой модели использовался двигатель с двумя цилиндрами мощностью 20 л. с. И газоструйный вакуум-насос заменил пластинчатый.
Сферы применения пожарных[уточнить] мотопомп:
- В приусадебном хозяйстве — для защиты строений от пожаров, откачки воды из колодцев, подвалов.
- В сельскохозяйственных процессах — для ирригации (орошения и полива).
- На строительной площадке — для удаления (откачки) воды, для размыва грунта.
- В коммунальном хозяйстве — ликвидация аварийного затопления котлованов, подвалов, зданий.
- В природоохранных целях — в период засух для орошения лесных участков.
- Для спасательных работ — для пожаротушения и откачивания воды при наводнениях.
- В морском деле — для пожаротушения и откачивания воды из трюмов, для подводных работ для размыва грунта.
- В работе археологов, геологов, бурильщиков и золотодобытчиков — для откачивания воды из пещер и подземных гротов, промывания скважин, расчистки породы.
- Пожарными службами — для пожаротушения, при проведении соревнований по пожарно-прикладному спорту